# جواب (موسيقى)

مفاتيح البيانو (ثلاثة أوكتافات). التسمية هنا تسمية ألمانية، بمعني أن "دو" هي "C"، و"ري" هي "D"، وهكذا.

الجواب أو الثامنة أو الديوان أو جواب القرار أو الأوكتاف (بالإنجليزية: Octave)‏، اسم يُطلق علي ثامن درجة في سلم الموسيقي أو المقام؛ فنغمة الجواب في السلم (أو المقام) «دو الكبير» هي «دو»، و«صول الكبير» هي «صول»، وهكذا. الثمانية درجات هي: «دو»، «ري»، «مي»، «فا»، «صول»، «لا»، «سي»، «دو». أي بعد السبعة درجات الأولى تأتي السبعة درجات التالية، ولكن بترددات تبلغ ضعف الترددات السابقة لكل واحدة منها. أي أن تردد «دو» الثامنة يكون ضعف تردد «دو» التي سبقتها. وهكذا بالنسبة لكل من «ري»، و«مي»، و«فا»..... إلخ. وتختلف من حيث الجواب صعودا أو هبوطا، وتُكتب في حالة الصعود "8va"، وفي حالة الهبوط "8vb".